# Pitaguaris
Os pitaguary, também chamados potiguara, são um grupo indígena que habita a Terra Indígena Pitaguary, nos municípios de Maracanaú e Pacatuba, ambos no estado do Ceará, no Brasil.
Sua população, em 2010, era de 3 793 pessoas, de acordo com a Fundação Nacional de Saúde.
As terras reservadas para os índios, estão demarcados em 1.735 hectares, uma divisão fundida em 1991.

## Povoamento e terras indígena
Os pitaguaris habitam nas regiões da Serra da Aratanha, em bairros com Santo Antônio e Olho d'Água, Horto Florestal (de Maracanaú) e Monguba (de Pacatuba). Entre elas, Santo Antônio é a área de maior densidade demográfica dos nativos.
O povoamento se concentra na Terra Indígena Pitaguary, no bairro do Santo Antônio. O bairro tem esse nome pois nos tempos da colonização ele foi tomado por jesuítas onde eles catequizaram todos os índios, devido isso quase todos os nativos que ainda habitam são cristãos.
No bairro do Olho d'Água há uma região conhecida como "favela", onde os moradores enfrentam graves problemas sociais como criminalidade e consumo de drogas.